# Psittacotherium
Psittacotherium is een geslacht van uitgestorven zoogdieren uit de familie Stylinodontidae van de Taeniodonta. Dit dier leefde tijdens het Midden-Paleoceen in Noord-Amerika. Er is één soort bekend, P. multifragum.

## Kenmerken
Psittacotherium en zijn oudere verwant Wortmania behoorden tot de grootste zoogdieren van het Vroeg-Paleoceen. Psittacotherium was ongeveer vijftig kilogram zwaar en honderdtien centimeter lang. Het dier had een zwaar gebouwde schedel met een kort gezicht en zeer robuuste kaken met aanhechtingen voor krachtige kaakspieren en een goed ontwikkelde tong. De voortanden waren aangepast voor het afbijten van plantaardig voedsel. De snij- en hoektanden waren verlengd.

## Vondsten
Het eerste fossiele materiaal van Psittacotherium werd gevonden in het San Juan-bekken in New Mexico en beschreven door Edward Drinker Cope in 1882. Latere vondsten zijn gedaan in Montana, Colorado, Texas en Wyoming. De fossielen dateren uit het Torrejonien en Tiffanien, het middelste delen van het Paleoceen in Noord-Amerika. Na het Tiffanien werd Psittacotherium vervangen door de verwant Ectoganus.